# Jonathan Grigoleit
Jonathan Grigoleit (* 1931) ist ein deutscher Verwaltungsjurist und Verbandsfunktionär in der internationalen Bildungs- und Entwicklungszusammenarbeit.  

## Leben
Grigoleit wurde in Ostpreußen geboren und floh bei Kriegsende mit seiner Familie in den Westen. Von 1952 bis 1958 studierte er Rechts- und Politikwissenschaft in München, Berlin (FU), Hamburg, Kapstadt, Bonn und Köln. Bereits während des Studiums kam er mit Fragen der internationalen Zusammenarbeit in Berührung, beispielsweise als Vorstandsmitglied für internationale Beziehungen im Verband Deutscher Studentenschaften (VDS) 1957/58. Im darauffolgenden Jahr 1958/59 wechselte er in den Vorstand des Deutschen Komitees des World University Service, dem er anschließend bis 1961 als Generalsekretär diente. Nach Zwischenstationen unter anderem bei der Friedrich-Ebert-Stiftung übernahm Grigoleit 1967 die Leitung des Akademischen Auslandsamts der Christian-Albrechts-Universität zu Kiel, die er bis zu seiner Pensionierung 1997 innehatte. Ein Forschungsaufenthalt führte ihn 1971 nach Westafrika, und 1982/83 leitete er für ein Jahr das Aspiranten-Kolleg an der Tongji-Universität in Shanghai.  
Darüber hinaus engagierte sich Grigoleit über Jahrzehnte hinweg in überregionalen Austausch- und Entwicklungshilfeorganisationen. So gehörte er von 1966 bis 1992 dem Vorstand des Deutschen Akademischen Austauschdienstes (DAAD) an, ebenso von 1990 bis 2010 dem Vorstand der Otto Benecke Stiftung. 

## Auszeichnungen
Grigoleit ist Träger des Bundesverdienstkreuzes 1. Klasse (2002). 